# Lissemys scutata
Lissemys scutata är en sköldpaddsart som beskrevs av  den tyske zoologen Peters 1868. Lissemys scutata ingår i släktet Lissemys och familjen lädersköldpaddor. Internationella naturvårdsunionen kategoriserar arten globalt som otillräckligt studerad. Inga underarter finns listade i Catalogue of Life.
Arten förekommer i Myanmar, Thailand och kanske i Malaysia på Malackahalvön.